# Bion 4

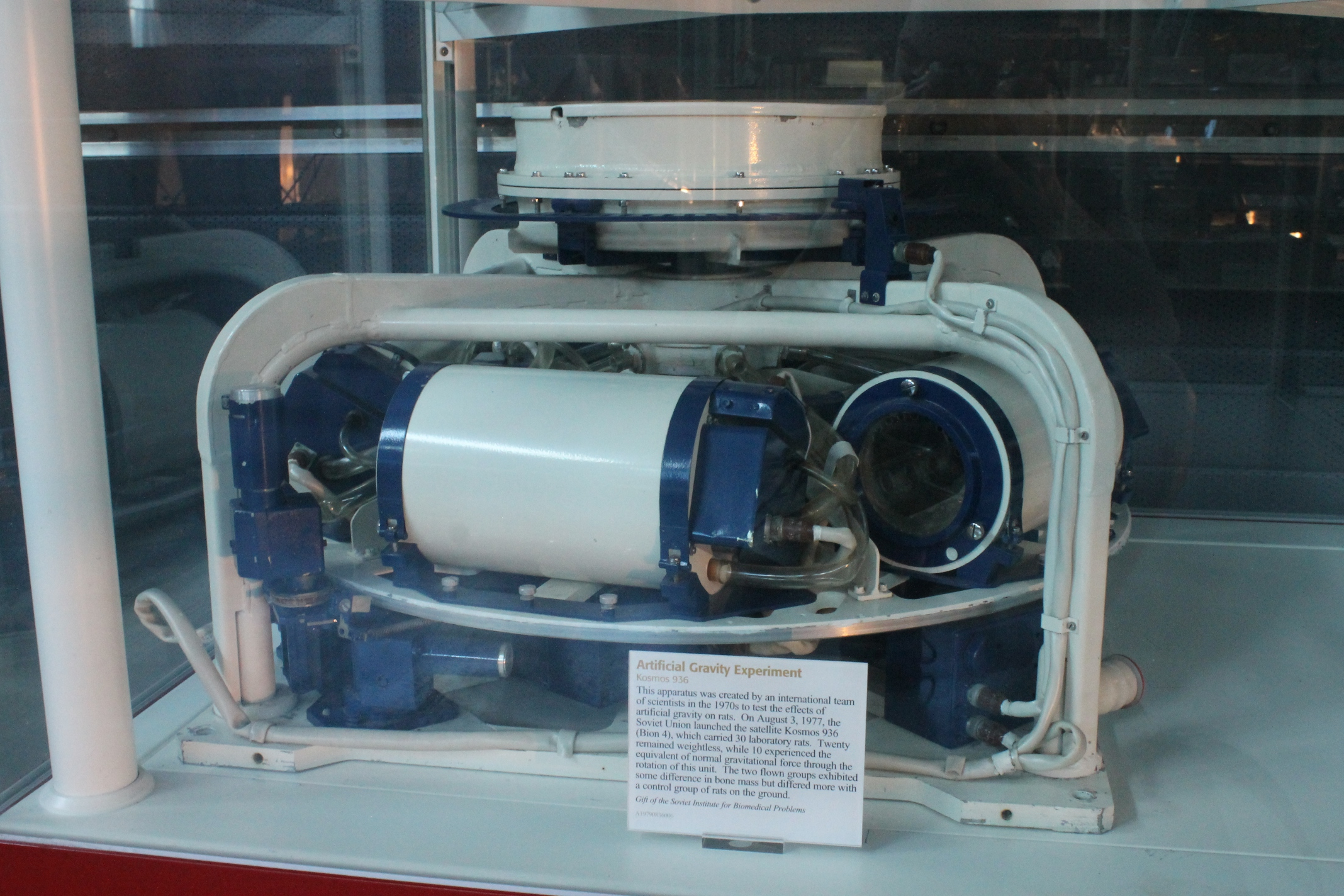
Imagem mostrando um instrumento de gravidade artificial utilizada em experimentos na missão Bion 4.

O Bion 4 (ou Kosmos 936; em russo: Бион 4, Космос 936) foi um satélite soviético de pesquisas biológicas. Foi lançado em 03 de agosto de 1977 do Cosmódromo de Plesetsk, União Soviética (atual Rússia), por meio de um foguete Soyuz.
O satélite levou consigo duas centrífugas a bordo para colocar alguns exemplares em ambiente de gravidade artificial. Buscou-se diferenciar, usando ratos, incluindo os efeitos da própria voo espacial daquelas causadas por estresse. Estudou-se também os efeitos de voar sobre os músculos e ossos, na sobrevivência de eritrócitos e o metabolismo de lipídios e carboidratos e realizou-se um experimento com ratos sobre os efeitos da radiação espacial na retina dos olhos. Um dos instrumentos (não parte biológica) estudaram os parâmetros físicos dos componentes da radiação espacial. Para tanto, foram usadas moscas de fruta, que também ajudaram nos estudos de genética e do envelhecimento. Os cientistas enviaram um grupo de ratos da espécie Rattus norvegicus, com uma massa média de 215 gramas no lançamento e com 62 dias de idade. 20 ratos foram submetidos microgravidade e os outros dez foram submetidos a centrifugação da gravidade artificial. A missão contou com a participação de cientistas de 9 países, incluíndo cientistas dos Estados Unidos.